# Reichswehra
Reichswehra (niem. Reichswehr) – siły zbrojne Republiki Weimarskiej i III Rzeszy, istniejące w latach 1921–1935.

## Powstanie Reichswehry
Traktat wersalski podpisany 28 czerwca 1919 roku po zakończeniu I wojny światowej przez Niemcy i państwa zwycięskiej koalicji pozwalał Niemcom na utrzymanie niewielkich liczebnie i słabo uzbrojonych sił zbrojnych. Najważniejszymi postanowieniami traktatu wersalskiego w tym zakresie były:
- ograniczenie liczebności wojsk lądowych do 100 000 ludzi;
- ograniczenie liczebności marynarki wojennej do 15 000 ludzi, w tym nie więcej niż 1500 oficerów i chorążych;
- zakazana była obowiązkowa służba wojskowa;
- wojsko nie mogło mieć sztabu generalnego, wywiadu ani kontrwywiadu wojskowego.
- wojska lądowe nie mogły posiadać czołgów, opancerzonych samochodów, broni przeciwlotniczej, najcięższych dział ani artylerii kolejowej. W arsenale Reichswehry mogło być nie więcej niż 102 000 karabinów, 926 karabinów maszynowych, 189 armat 75 mm, 204 haubice 77 mm, 85 haubic 105 mm i 63 armaty 150 mm;
- Niemcy nie mogły posiadać żadnych samolotów wojskowych (przepis miał lukę – dopuszczalne było posiadanie samolotów w celu szkolenia artylerzystów);
- marynarka wojenna nie mogła posiadać okrętów podwodnych, lotnictwa ani artylerii nadbrzeżnej. Dopuszczalne było posiadanie nie więcej niż 6 pancerników, 6 krążowników, 12 niszczycieli i 12 torpedowców;
- wielkość nowo budowanych okrętów była ograniczona (wyporność ograniczona do 10 000 ton dla pancerników, 6000 ton dla krążowników, 800 ton dla niszczycieli i 200 ton dla torpedowców);
- niemieckie firmy nie mogły produkować ani nawet prowadzić prac badawczych nad zakazanymi rodzajami broni (wspomnianych wyżej);
- materiały wojenne mogły być trzymane jedynie w 3 arsenałach. Amunicję mogły produkować tylko cywilne fabryki wyznaczone przez traktat wersalski. Zarówno roczna produkcja amunicji, jak i jej ilość jaka mogła być trzymana w magazynach była ściśle określona przez traktat;
- wszystkie twierdze miały zostać całkowicie rozbrojone, a część (na zachodniej granicy, wyspie Helgoland, na wybrzeżu Bałtyku) całkowicie rozebrana. Budowa nowych fortyfikacji była zakazana. Tylko twierdza w Królewcu mogła być uzbrojona, ale w nie więcej niż 38 dział, w tym 16 przeciwlotniczych, z ograniczonym zapasem amunicji;
- w strefie zdemilitaryzowanej (obszar na zachód od Renu i do odległości 50 km na wschód od tej rzeki) Niemcy nie mogły mieć stale ani tymczasowo żadnych wojsk, fortyfikacji, baz materiałowych ani przeprowadzać tam manewrów;
- szkolenie podoficerów i oficerów mogło się odbywać tylko w czterech ośrodkach: szkole piechoty w Dreźnie, szkole kawalerii w Hanowerze, szkole artylerii w Jüterbogu oraz szkole wojsk inżynieryjnych w Monachium.

W miejsce dotychczasowej Armii Cesarstwa Niemieckiego zostały utworzone w roku 1919 tymczasowe siły zbrojne (Übergangsheer), a ostatecznie w 1921 roku Reichswehra, składająca się z armii (Reichsheer) i marynarki wojennej (Reichsmarine). Jej podstawowym zadaniem było utrzymywanie porządku wewnętrznego i ochrona granic.

## Skład i organizacja Reichswehry

### Reichsheer

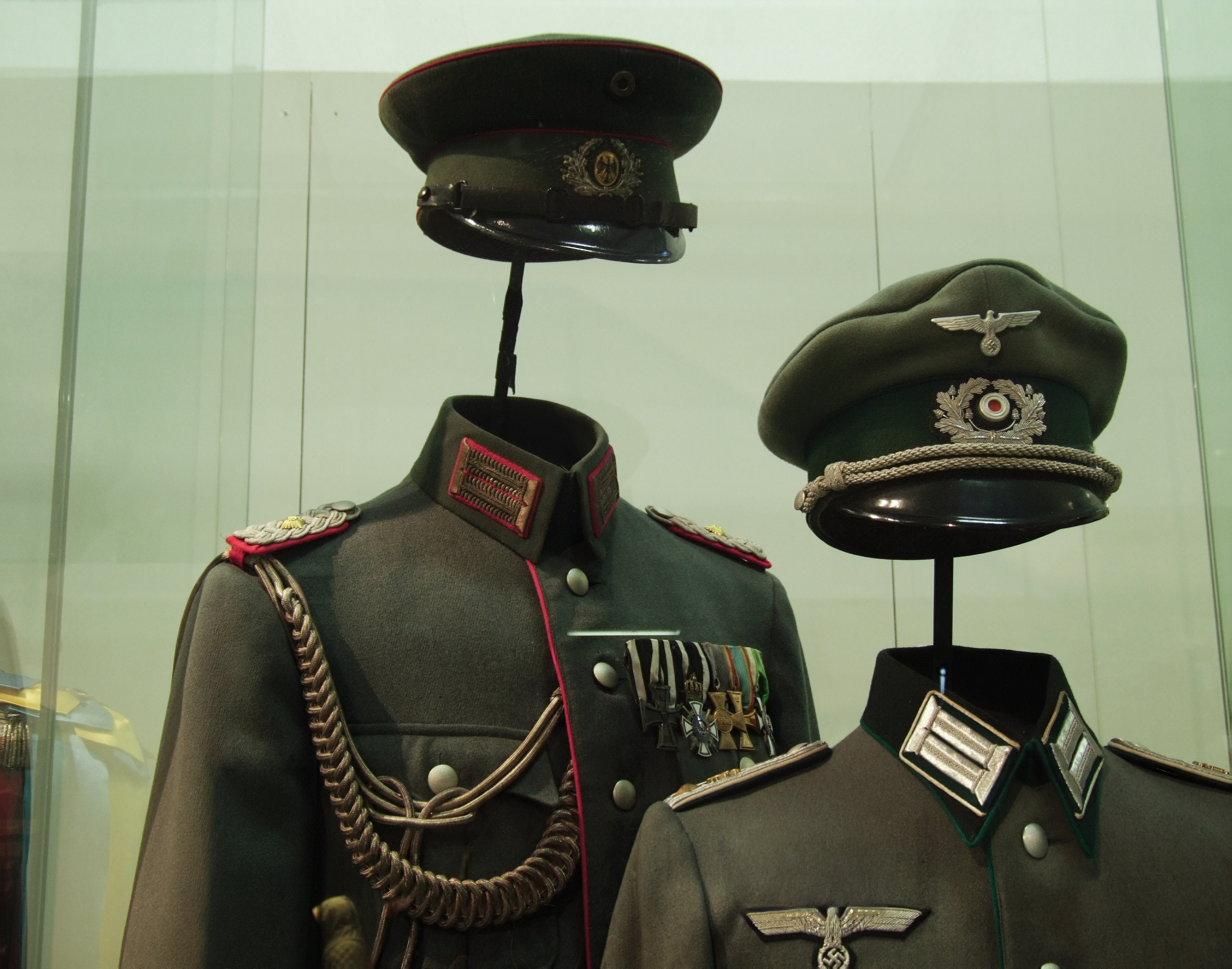
Mundur oficera Reichswehry (po lewej) w Muzeum Wojskowo–Historycznym Bundeswehry w Dreźnie.

Niemcy administracyjnie podzielono na 7 okręgów wojskowych (Wehrkreiskommando). Wojsko było zgrupowane w dwie "grupy dowodzenia" (Gruppenkomando, w Berlinie i Kassel), w skład których wchodziło 7 dywizji piechoty (stacjonujące w: Królewcu, Szczecinie, Berlinie, Dreźnie, Stuttgarcie, Münsterze i Monachium; tam też znajdowały się dowództwa okręgów wojskowych) i 3 dywizje kawalerii. Dywizja piechoty posiadała 3 pułki piechoty, szwadron kawalerii, pułk artylerii (3 grupy), batalion inżynieryjny, sekcję łączności, 2 sekcje transportowe (samochodową i konną) oraz sekcję medyczną. Natomiast dywizja kawalerii posiadała 6 pułków kawalerii i grupę artylerii konnej. Łącznie w armii było:
- 21 pułków piechoty – każdy miał 3 bataliony piechoty, batalion szkolny i kompanię moździerzy
- 18 pułków kawalerii – każdy po 4 szwadrony liniowe i 1 szwadron szkolny (dodatkowo było 7 szwadronów kawalerii dywizyjnej)
- 24 grupy artylerii – każda po 3 baterie
- 7 batalionów inżynieryjnych – każdy z 2 kompaniami saperów, kompanią pontonową i sekcją reflektorów plot.

Dyslokacja dywizji Reichswehry i pododdziałów wchodzących w ich skład na terytorium Rzeszy
przedstawiała się następująco na dzień 1 stycznia 1921 roku:
- 1. Dywizja Reichswehry w Królewcu 
  - 1. (Pruski) Pułk Piechoty w Królewcu
  - I. Batalion w Królewcu
  - II. Batalion w Tylży
  - III. Batalion w Wystruciu i Gąbinie
  - batalion uzupełniający w Królewcu
  - 2. (Pruski) Pułk Piechoty w Olsztynie
  - I. Batalion (strzelców) w Olsztynie
  - II. Batalion w Kętrzynie
  - III. Batalion w Giżycku
  - batalion uzupełniający w Olsztynie
  - 3. (Pruski) Pułk Piechoty w Iławie
  - I. Batalion w Kwidzynie i Malborku
  - II. Batalion w Iławie
  - III. Batalion w Ostródzie
  - batalion uzupełniający w Malborku

- 2. Dywizja Reichswehry w Szczecinie 
  - 4. (Pruski) Pułk Piechoty w Kołobrzegu
  - I. Batalion w Stargardzie
  - II. Batalion (strzelców) w Kołobrzegu
  - III. Batalion w Wałczu i Pile
  - batalion uzupełniający w Szczecinku
  - 5. (Pruski) Pułk Piechoty w Szczecinie
  - I. Batalion w Szczecinie
  - II. Batalion w Prenzlau i Angermünde
  - III. Batalion w Rostocku
  -  batalion uzupełniający w Greifswaldzie
  - 6. Pułk Piechoty w Lubece
  - I. (Meklemburski) Batalion w Schwerinie
  - II. (Hanzeatycki) Batalion w Lubece i Eutinie
  - III. (Pruski) Batalion we Flensburgu
  - (Pruski) Batalion uzupełniający w Ratzeburgu

- 3. Dywizja Reichswehry w Berlinie
  - 7. (Pruski) Pułk Piechoty w Świdnicy
  - I. Batalion w Brzegu i Nysie
  - II. Batalion (strzelców) w Jeleniej Górze i Kłodzku
  - III. Batalion we Wrocławiu
  - batalion uzupełniający w Świdnicy
  - 8. (Pruski) Pułk Piechoty we Frankfurcie nad Odrą
  - I. Batalion we Frankfurcie nad Odrą
  - II. Batalion w Legnicy i Głogowie
  - III. Batalion w Zgorzelcu
  - batalion uzupełniający w Lubinie
  - 9. (Pruski) Pułk Piechoty w Poczdamie
  - I. Batalion w Poczdamie
  - II. Batalion w Lichterfelde i Wünsdorfie
  - III. Batalion w Szpandawie
  - batalion uzupełniający w Poczdamie

- 4. Dywizja Reichswehry w Dreźnie 
  - 10. (Saski) Pułk Piechoty w Poczdamie
  - I. Batalion (strzelców) w Dreźnie
  - II. Batalion w Budziszynien
  - III. Batalion we Freibergu i Miśni
  - batalion uzupełniający w Löbau
  - 11. (Saski) Pułk Piechoty w Lipsku
  - I. Batalion w Glauchau
  - II. Batalion w Lipsku
  - III. Batalion w Lipsku
  - batalion uzupełniający w Torgau
  - 12. Pułk Piechoty w Halberstadcie
  - I. (Anhalcki) Batalion w Dessau i Zerbst
  - II. (Pruski) Batalion w Kwedlinburgu
  - III. (Pruski) Batalion w Magdeburgu
  - (Pruski) Batalion uzupełniający w Halberstadcie

- 5. Dywizja Reichswehry w Stuttgarcie 
  - 13. (Wirtemberski) Pułk Piechoty w Ludwigsburgu
  - I. Batalion w Ulmie
  - II. Batalion w Stuttgarcie – Bad Canstatt
  - III. Batalion w Ludwigsburgu
  - batalion uzupełniający w Schwäbisch Gmünd
  - 14. (Badeński) Pułk Piechoty w Konstancji
  - I. Batalion w Konstancji
  - II. Batalion w Tybindze
  - III. Batalion w Meiningen
  - batalion uzupełniający w Donaueschingen i Villingen
  - 15. Pułk Piechoty w Kassel
  - I. (Heski) Batalion w Giessen
  - II. (Turyński) Batalion w Eisenach i Sondershausen
  - III. (Pruski) Batalion (strzelców) w Kassel
  - (Heski) Batalion uzupełniający w Marburgu

- 6. Dywizja Reichswehry w Münsterze 
  - 16. Pułk Piechoty w Oldenburgu
  - I. (Hanzeatycki) Batalion w Bremie
  - II. (Pruski) Batalion w Hanowerze
  - III. (Oldenburski) Batalion w Odlenburgu
  - (Pruski) Batalion uzupełniający w Osnabrück
  - 17. Pułk Piechoty w Brunszwiku
  - I. (Brunszwicki) Batalion w Brunszwiku
  - II. (Pruski) Batalion w Getyndze
  - III. (Pruski) Batalion (strzelców) w Goslarze
  - (Pruski) Batalion uzupełniający w Celle
  - 18. Pułk Piechoty w Paderborn
  - I. (Pruski) Batalion w Paderborn
  - II. (Pruski) Batalion w Münsterze
  - III. (Schaumburg-Lippski i Pruski) Batalion w Bückeburgu i Hameln
  - (Lippski) Batalion uzupełniający w Detmold

- 7. Dywizja Reichswehry w Monachium
  - 19. (Bawarski) Pułk Piechoty w Monachium
  -  I. Batalion w Monachium
  - II. Batalion w Augsburgu
  - III. Batalion w Kempten i Lindau
  - batalion uzupełniający w Landshut
  - 20. (Bawarski) Pułk Piechoty w Ratyzbonie
  - I. Batalion w Ratyzbonie
  - II. Batalion w Ingolstadcie
  - III. Batalion w Pasawie
  - batalion uzupełniający w Ambergu
  - 21. (Bawarski) Pułk Piechoty w Norymberdze
  - I. Batalion w Würzburgu
  - II. Batalion w Norymberdze
  - III. Batalion w Bayreuth
  - batalion uzupełniający w Erlangen

- 1. Dywizja Kawalerii we Frankfurcie nad Odrą 
  - 1. (Pruski) Pułk Rajtarów w Tylży
  - 1. Szwadron w Tylży
  - 2. Szwadron w Wystruciu
  - 3. Szwadron w Wystruciu
  - 4. Szwadron w Tylży
  - 5. Szwadron (uzupełniający) w Wystruciu
  - 2. (Pruski) Pułk Rajtarów w Węgorzewie, tymczasowo w Królewcu
  - 1. Szwadron w Ełku, tymczasowo w Królewcu
  - 2. Szwadron w Ełku, tymczasowo w Królewcu
  - 3. Szwadron w Olszynie, tymczasowo w Dobrym Mieście
  - 4. Szwadron w Olszynie, tymczasowo w Węgorzewie
  - 5. Szwadron (uzupełniający) w Olsztynie, tymczasowo w Węgorzewie
  - 6. Szwadron w Królewcu
  - 3. (Pruski) Pułk Rajtarów w Rathenow
  - 1. Szwadron w Rathenow
  - 2. Szwadron w Rathenow
  - 3. Szwadron w Stendalu
  - 4. Szwadron w Stendalu
  - 5. Szwadron (uzupełniający) w Rathenow
  - 4. (Pruski) Pułk Rajtarów w Poczdamie
  - 1. Szwadron w Poczdamie
  - 2. Szwadron w Poczdamie
  - 3. Szwadron w Poczdamie
  - 4. Szwadron w Poczdamie
  - 5. Szwadron (uzupełniający) w Poczdamie
  - 6. Szwadron w Poczdamie
  - 5. (Pruski) Pułk Rajtarów w Słupsku
  - 1. Szwadron w Białogardzie
  - 2. Szwadron w Białogardzie
  - 3. Szwadron w Słupsku
  - 4. Szwadron w Słupsku
  - 5. Szwadron (uzupełniający) w Słupsku
  - 6. (Pruski) Pułk Rajtarów w Pasewalku
  - 1. Szwadron w Pasewalku
  - 2. Szwadron w Pasewalku, tymczasowo w Schwedt
  - 3. Szwadron w Demmin
  - 4. Szwadron w Schwedt
  - 5. Szwadron (uzupelniający) w Pasewalku
  - 6. Szwadron w Demminie

- 2. Dywizja Kawalerii we Wrocławiu 
  - 7. (Pruski) Pułk Rajtarów we Wrocławiu
  - 1. Szwadron we Wrocławiu
  - 2. Szwadron we Wrocławiu
  - 3. Szwadron w Oławie
  - 4. Szwadron w Oławie
  - 5. Szwadron (uzupełniający) we Wrocławiu
  - 8. (Pruski) Pułk Rajtarów w Oleśnicy
  - 1. Szwadron w Miliczu
  - 2. Szwadron w Oleśnicy
  - 3. Szwadron w Miliczu
  - 4. Szwadron w Namysłowie
  - 5. Szwadron (uzupełniający) w Bierutowie
  - 9. (Pruski) Pułk Rajtarów w Fürstenwalde
  - 1. Szwadron w Fürstenwalde
  - 2. Szwadron w Fürstenwalde
  - 3. Szwadron w Beeskow, tymczasowo w Jüterbogu
  - 4. Szwadron w Beeskow, tymczasowo w Perlebergu
  - 5. Szwadron (uzupełniający) w Fürstenwalde
  - 10. (Pruski) Pułk Rajtarów w Sulechowie
  - 1. Szwadron w Torgau
  - 2. Szwadron w Torgau
  - 3. Szwadron w Sulechowie
  - 4. Szwadron w Sulechowie
  - 5. Szwadron (uzupełniający) w Sulechowie
  - 11. (Pruski) Pułk Rajtarów w Lubiniu, a od 1922 – w Prudniku
  - 1. Szwadron w Lubiniu
  - 2. Szwadron w Lubiniu
  - 3. Szwadron w Szprotawie, tymczasowo w Perlebergu, później w Prudniku
  - 4. Szwadron w Szprotawie, tymczasowo w Perlebergu, później w Prudniku
  - 5. Szwadron (uzupełniający) w Lubinie, później w Oławie
  - 12. (Saski) Pułk Rajtarów w Dreźnie
  - 1. Szwadron w Grimma
  - 2. Szwadron w Grossenhain
  - 3. Szwadron w Grimma
  - 4. Szwadron w Grossenhain
  - 5. Szwadron (uzupełniający) w Dreźnie
  - 6. Szwadron w Dreźnie

- 3. Dywizja Kawalerii w Weimarze 
  - 13. (Pruski) Pułk Rajtarów w Hanowerze
  - 1. Szwadron w Hanowerze
  - 2. Szwadron w Hanowerze
  - 3. Szwadron w Lüneburgu
  - 4. Szwadron w Lüneburgu
  - 5. Szwadron (uzupełniający) w Hanowerze
  - 14. Pułk Rajtarów w Ludwigslust
  - 1. (Meklemburski) Szwadron w Ludwigslust
  - 2. (Meklemburski) Szwadron w Parchimiu
  - 3. (Pruski) Szwadron w Szlezwiku
  - 4. (Pruski) Szwadron w Szlezwiku
  - 5. (Pruski) Szwadron (uzupełniający) w Ludwigslust
  - 15. (Pruski) Pułk Rajtarów w Paderborn
  - 1. Szwadron w Paderborn
  - 2. Szwadron w Paderborn
  - 3. Szwadron w Münsterze
  - 4. Szwadron w Münsterze
  - 5. Szwadron (uzupełniający) w Paderborn
  - 6. Szwadron w Münsterze
  - 16. Pułk Rajtarów w Langensalza, następnie w Erfurcie
  - 1. (Pruski) Szwadron w Hofgeismar (później w Erfurcie)
  - 2. (Pruski) Szwadron w Hofgeismar
  - 3. (Heski) Szwadron w Lagensalzy, tymczasowo w Hofgeismar
  - 4. (Pruski) Szwadron w Langensalzy
  - 5. Szwadron (uzupełniający) w Langensalzy
  - 6. Szwadron w Kassel (później w Erfurcie)
  - 17. (Bawarski) Pułk Rajtarów w Bambergu (podlegał bawarskiej 7. Dywizji)
  - 1. Szwadron w Bambergu
  - 2. Szwadron w Ansbach
  - 3. Szwadron w Ansbach
  - 4. Szwadron w Straubing
  - 5. Szwadron (uzupełniający) w Bambergu, tymczasowo w Bayreuth
  - 6. Szwadron w Straubingu
  - 18. (Bawarski) Pułk Rajtarów w Stuttgarcie – Bad Canstatt
  - 1. (Wirtemberski) Szwadron w Ludwigsburgu
  - 2. (Wirtemberski) Szwadron w Bad Canstatt
  - 3. (Badeński) Szwadron w Ludwigsburgu
  - 4. (Badeński) Szwadron w Ludwigsburgu
  - 5. (Wirtemberski) Szwadron (uzupełniający) w Bad Canstatt

- 1. (Pruski) Pułk Artylerii w Królewcu
  - I. Dywizjon w Insterburgu
  - II. Dywizjon w Królewcu
  - III. Dywizjon w Olsztynie
  - bateria uzupełniająca w Królewcu

- 2. (Pruski) Pułk Artylerii w Schwerinie
  - I. Dywizjon w Szczecinie
  - II. Dywizjon w Güstrow i Schwerinie
  - III. Dywizjon w Itzehoe
  - bateria uzupełniająca w Schwerinie

- 3. (Pruski) Pułk Artylerii we Frankfurcie nad Odrą
  - I. Dywizjon w Świdnicy (początkowo II. Dywizjon)
  - II. Dywizjon we Frankfurcie nad Odrą (początkowo I. Dywizjon)
  - III. Dywizjon w Jüterbogu
  - bateria uzupełniająca w Poczdamie
  - IV. Dywizjon (konny) w Poczdamie (11. – 13. Baterie)
  - V. Dywizjon (konny) w Żaganiu i Szprotawie (14. – 16. Baterie)

- 4. Pułk Artylerii w Dreźnie
  - I. (Pruski) Dywizjon w Halberstadt
  - II. (Saski) Dywizjon w Bautzen
  - III. (Saski) Dywizjon w Dreźnie
  - bateria uzupełniająca w Dreźnie

- 5. Pułk Artylerii w Fuldzie
  - I. (Hesko-pruski) Dywizjon w Fuldzie (początkowo II.)
  - II. (Badeński) Dywizjon w Ulmie (początkowo I.)
  - III. (Wirtemberski) Dywizjon w Ludwigsburgu
  - (Wirtemberska) Bateria uzupełniająca w Ulmie
  - 11. (Pruska) Bateria (konna) we Fritzlarze

- 6. (Pruski) Pułk Artylerii w Minden
  - I. Dywizjon w Minden
  - II. Dywizjon w Minden
  - III. Dywizjon w Hanowerze i Wolfenbüttel
  - bateria uzupełniająca w Hanowerze
  - IV. Dywizjon (konny) w Verden (11. i 12. Baterie)

- 7. (Bawarski) Pułk Artylerii w Norymberdze
  - I. Dywizjon w Würzburgu
  - II. Dywizjon w Landsbergu nad Lechem i Monachium
  - III. Dywizjon w Norymberdze i Fürth
  - bateria uzupełniająca w Erlangen

- 1. (Pruski) Batalion Saperów w Królewcu
- 2. (Pruski) Batalion Saperów w Szczecinie
- 3. (Pruski) Batalion Saperów w Kostrzynie
- 4. (Pruski) Batalion Saperów w Magdeburgu
- 5. Batalion Saperów w Ulm (1. (Pruska) Kompania w Neu-Ulmie, 2. (Wirtemberska) Kompania w Ulmie)
- 6. (Pruski) Batalion Saperów w Minden
- 7. (Bawarski) Batalion Saperów w Monachium

Etatowo (1927–1932) Reichswehra miała 4291 oficerów, 20 880 podoficerów i 74 020 szeregowców, razem 99 191 żołnierzy. Według rodzajów wojsk liczba żołnierzy była następująca: piechota – 52 689, kawaleria – 15 991, artyleria – 10 827, saperzy – 2870, łączność – 2156, transport – 5733, służby medyczne i weterynaryjne – 3349, pozostałe – 5576.

### Reichsmarine
Po I wojnie światowej znacznie ograniczono wielkość marynarki wojennej. W 1913 roku łączny tonaż floty niemieckiej wynosił 1 033 700 ton, w 1919 roku – 646 500 ton, a w 1933 roku 152 480 ton. W okresie międzywojennym zbudowano pewną ilość nowych okrętów, jednak ich wielkość i uzbrojenie były ograniczone przez traktat wersalski. 
W 1933 roku Reichsmarine posiadała:
- 1 nowoczesny pancernik kieszonkowy "Deutschland" (wszedł do służby w 1933)
- 6 starych pancerników "Hannover", "Schleswig-Holstein", "Schlesien", "Hessen", "Elsass" i "Braunschweig" (z lat 1904–1908)
- 5 nowoczesnych krążowników lekkich "Leipzig", "Köln", "Königsberg", "Karlsruhe" i "Emden" (z lat 1926–1931)
- 3 stare krążowniki "Berlin", "Hamburg" i "Amazone" (z lat 1901–1905)
- 12 niszczycieli klas "Möwe" i "Wolf" (z lat 1926–1928) – później klasyfikowane jako torpedowce z racji małej wyporności
- 20 torpedowców różnych klas z lat 1906–1913
- 84 inne jednostki (trałowce, patrolowce, okręty logistyczne itd.)

Należy zwrócić uwagę, że liczba jednostek jeszcze przed dojściem do władzy nazistów była powyżej dozwolonych.

## Budżet
Roczny budżet sił zbrojnych w okresie międzywojennym wynosił z reguły 600–700 milionów reichsmarek. W roku budżetowym 1932/33 było to 634 mln reichsmarek, co stanowiło zaledwie ok. 0,7% PKB Niemiec. Potem wydatki gwałtownie podskoczyły, jednak w 1935 roku Niemcy ostatni raz ujawniły wielkość tych wydatków (wyniosły 894 mln reichsmarek w roku 1934/35, czyli ok. 1,2% PKB).

## Zbrojenia i koniec Reichswehry
Ograniczenia traktatowe pozbawiały Niemcy właściwie jakichkolwiek możliwości obronnych. Armia była w pełni zawodowa i służyli w niej wyłącznie najlepsi z najlepszych, ale i tak bez ciężkiego sprzętu nie byliby w stanie w razie konfliktu zbyt wiele zdziałać. 
Z traktatu wywiązywano się w latach 20. sumiennie, choć starano się obchodzić przepisy jak tylko się dało, np. Niemcy tworzyli lotnictwo pod pozorem wspomagania szkolenia artylerzystów (co dopuszczał traktat), a niemieckie firmy prowadziły badania nad zakazanymi rodzajami uzbrojenia używając swoich zagranicznych filii (np. Boforsa w Szwecji). Jednak jeszcze przed dojściem do władzy nazistów rząd niemiecki zaczął łamać postanowienia traktatu – w 1932/1933 roku liczba żołnierzy przekroczyła dopuszczalny limit, ilość zmagazynowanego uzbrojenia także przekraczała limity, prowadzono nielegalne prace nad samolotami bojowymi i czołgami. W najgłębszej tajemnicy utworzono wywiad i kontrwywiad.
Po dojściu do władzy przez Adolfa Hitlera w styczniu 1933 roku zaczęto szybko rozbudowywać siły zbrojne łamiąc dalsze postanowienia traktatu wersalskiego. Już w październiku 1934 roku, w ramach realizacji planu "A", Reichsheer liczył 240 000 żołnierzy (21 dywizji piechoty, 2 kawalerii i 1 lekką pancerną). W 1934 roku utworzono 2 okręgi wojskowe, rok później następny. 16 marca 1935 roku wprowadzono powszechną służbę wojskową (pierwszy rocznik wcielono do wojska 1 listopada). W tym miesiącu ustalono, że armia będzie się składać z 12 korpusów, 36 dywizji piechoty i 3 dywizji pancernych (450 000 żołnierzy). Zaczęto intensywnie rozbudowywać flotę (pod koniec 1935 roku miała 14 okrętów podwodnych, chociaż pierwsze przyjęto do służby już po rozwiązaniu Reichswehry). W 1933 roku zaczęto formować lotnictwo bojowe (w oparciu o kadry cywilnych aeroklubów). 9 marca 1935 roku oficjalnie utworzono lotnictwo (Luftwaffe) jako samodzielny rodzaj sił zbrojnych. Pod koniec roku Luftwaffe miało 6 okręgów z 33 dywizjonami (13 lotniczych, 19 przeciwlotniczych i 1 łączności).
21 maja 1935 roku Reichswehrę rozwiązano, tworząc Wehrmacht.